# Plutarco Elías Calles, Tabasco
Plutarco Elías Calles är en ort i Mexiko.   Den ligger i kommunen Centro och delstaten Tabasco, i den sydöstra delen av landet, 700 km öster om huvudstaden Mexico City. Plutarco Elías Calles ligger 11 meter över havet och antalet invånare är 852.
Terrängen runt Plutarco Elías Calles är mycket platt. Runt Plutarco Elías Calles är det tätbefolkat, med 442 invånare per kvadratkilometer. Närmaste större samhälle är Villahermosa, 2,6 km norr om Plutarco Elías Calles. Trakten runt Plutarco Elías Calles består till största delen av jordbruksmark.